# Klaus Kobusch
Klaus Kobusch (n. 15 martie 1941, Gadderbaum⁠(d), Renania de Nord-Westfalia, Germania – d. 12 martie 2025, Leopoldshöhe, Renania de Nord-Westfalia, Germania) a fost un ciclist de performanță german, medaliat olimpic. A participat la 2 ediții ale Jocurilor Olimpice (1964, 1968) în care a câștigat o medalie de bronz.